# WTsch

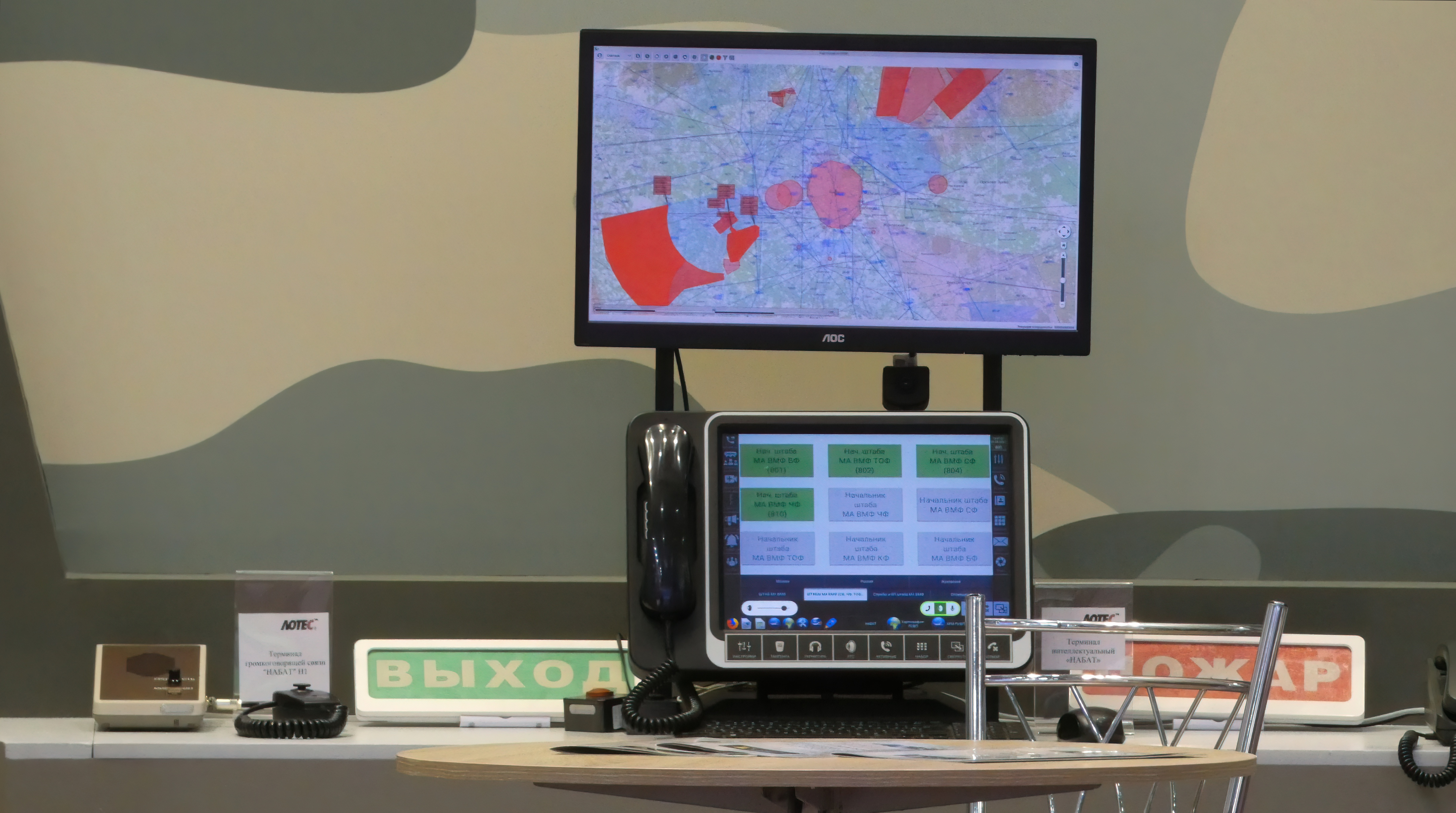
"Nabat" – intelligentes Kommunikationsterminal auf der Ausstellung "Armee-2021"

WTsch (von russisch высокие частоты für Hochfrequenz) war ein geschütztes Trägerfrequenz-Telefoniesystem im Warschauer Pakt.